# Fattore di struttura
Per la determinazione delle azioni sismiche in base alle quali valutare il rispetto degli stati limite ultimi al fine del progetto o della verifica di una struttura, il fattore di struttura (q) è un fattore di riduzione che permette di ottenere gli spettri di progetto (riferiti ad un oscillatore elementare a comportamento anelastico) da quelli degli spettri di risposta elastici (riferiti a un oscillatore elementare a comportamento elastico lineare).

## Definizione
La denominazione fattore di struttura è valida sia in Europa sia in Italia poiché è riportata nell'Eurocodice 8 e nel D.M. 14.01.2008.
In America il fattore di riduzione è noto come Strength Reduction Factor (R).
il fattore q è definito come rapporto Fel/Fy
dove
- Fel è il valore della forza agente nel caso di comportamento elastico lineare
- Fy è il valore della forza di snervamento oltre il quale ha inizio il comportamento plastico della struttura

e pertanto rappresenta il rapporto tra la risposta della generica struttura in campo elastico lineare e la sua effettiva risposta in campo elastoplastico.
Il fattore di riduzione tiene conto in modo semplificato della capacità dissipativa anelastica di una struttura e viene utilizzato qualora le verifiche agli stati limite ultimi non vengano effettuate tramite l'uso di opportuni accelerogrammi.
Pertanto è un procedimento semplificato che viene offerto dalla normativa per determinare gli spettri di progetto.
il fattore q viene definito in funzione dei materiali e delle tipologie strutturali e tiene conto tra l'altro:
- della dissipazione di energia anelastica
- della ridistribuzione delle tensioni
- della perdita di energia dovuta alla diffusione dello smorzamento nel terreno di fondazione.

Per la componente orizzontale dell'azione sismica il passaggio da uno all'altro spettro (da elastico a di progetto) avviene sostituendo nelle espressioni che definiscono lo spettro di risposta elastico della componente orizzontale del sisma, il termine η, (funzione dello smorzamento viscoso) con il termine 1/q.
Questa sostituzione determina una riduzione delle ordinate dello spettro di risposta elastico.
Analogamente per la componente verticale dell'azione sismica il valore di q da utilizzare per il passaggio dallo spettro elastico della componente verticale del sisma a quello di progetto, è fissato pari a 1,5, solo nel caso di ponti va utilizzato q = 1.